# Yucca glauca
Yucca glauca là một loài thực vật có hoa trong họ Măng tây. Loài này được Nutt. miêu tả khoa học đầu tiên năm 1813.

## Hình ảnh

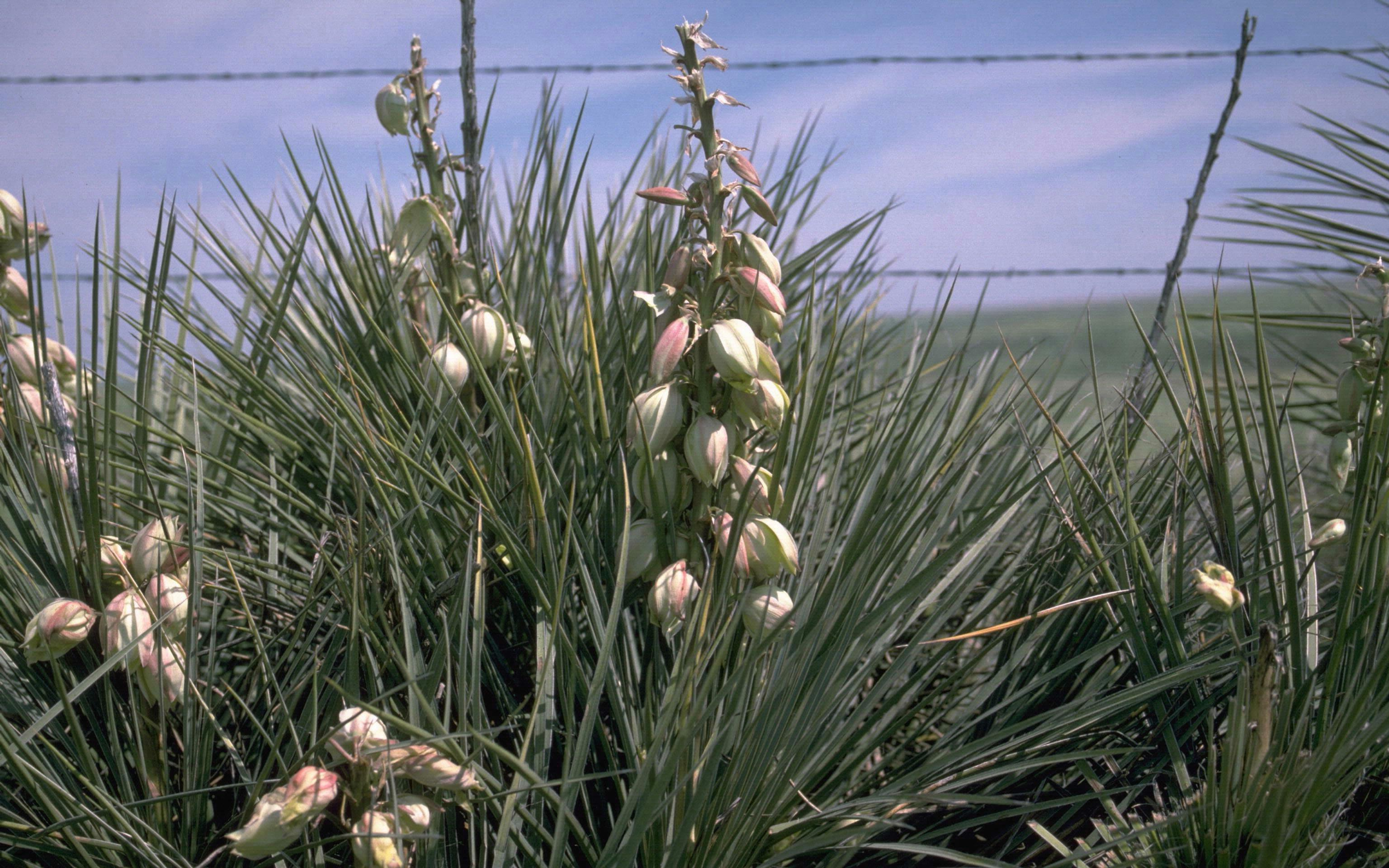
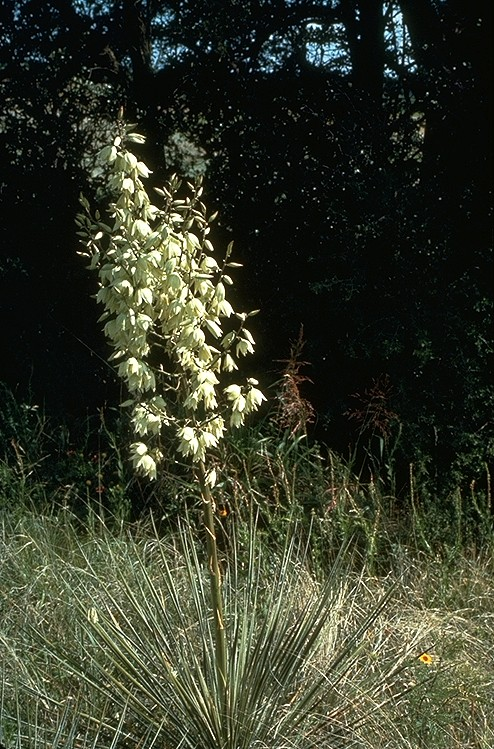
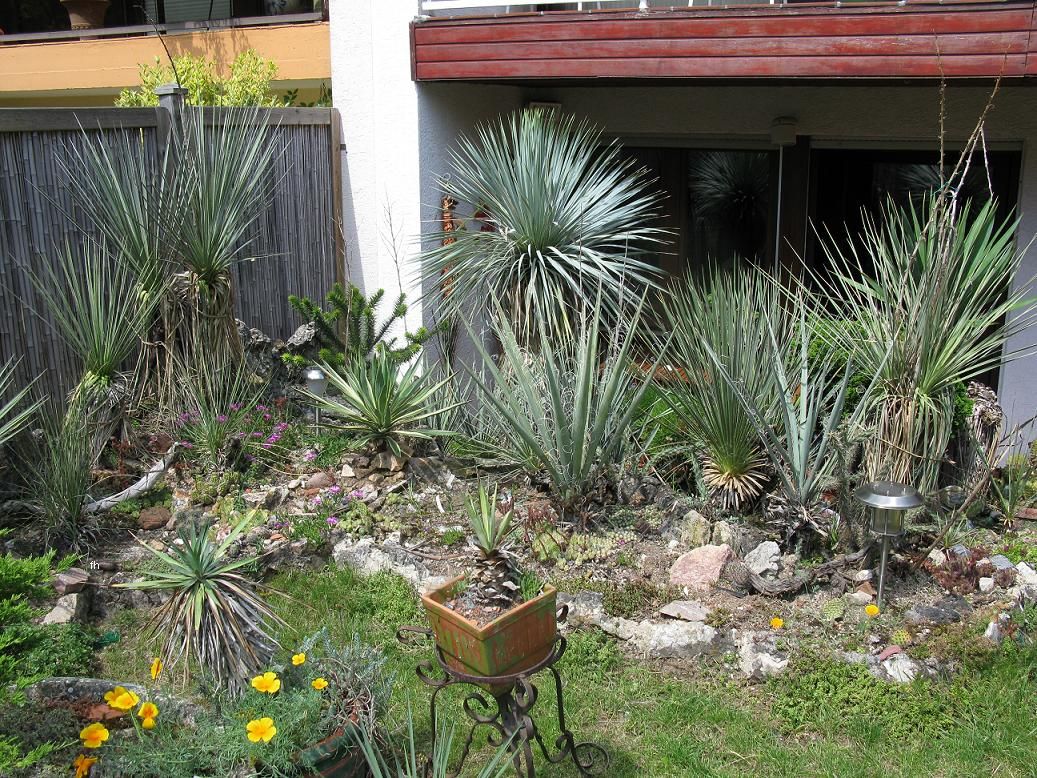
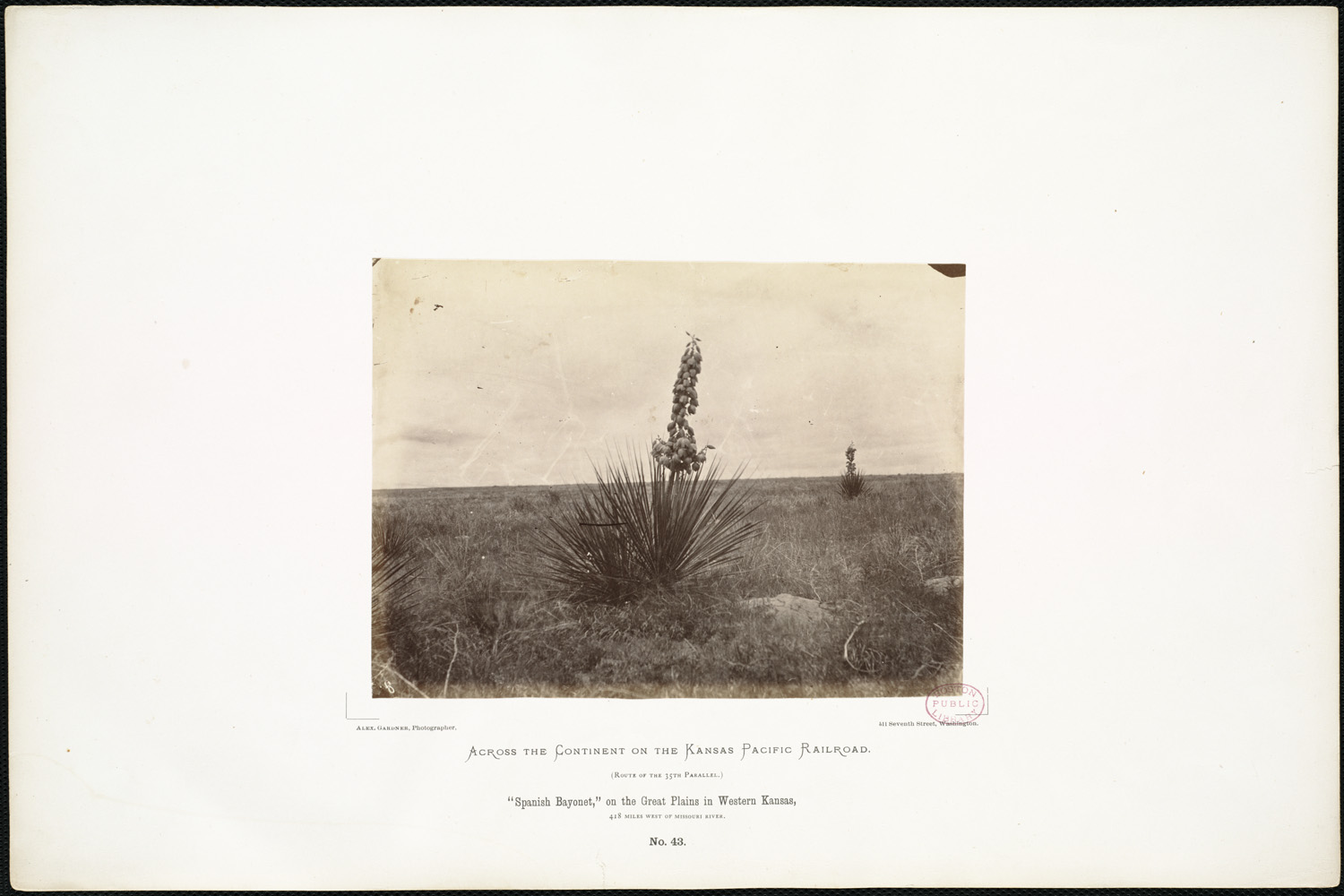